# Maria Grazia Capulli
Maria Grazia Capulli (Macerata, 15 agosto 1960 – Roma, 21 ottobre 2015) è stata una giornalista e conduttrice televisiva italiana, tra i volti storici del TG2.

## Biografia
Crebbe a Camerino, in provincia di Macerata, dove si iscrisse a un corso di giornalismo che la portò a muovere i primi passi verso la sua futura carriera, anche tramite la fondazione con alcuni coetanei della locale Radio C1. Dopo essersi laureata cum laude in Lettere Classiche all'Università di Macerata, iniziò a collaborare con la carta stampata pubblicando le prime inchieste su Il Messaggero Marche e Corriere Adriatico.
Sul finire degli anni ottanta Maria Grazia Capulli entrò in Rai; nel 1996 arrivò al TG2, e l'anno successivo Clemente Mimun, l'allora direttore della testata, le affidò la conduzione dell'edizione delle 13 dopo essere rimasto positivamente colpito da una sua intervista fatta a Piero Chiambretti, presentatore del Festival di Sanremo. Nel 2004 lavorò per alcuni mesi in qualità di corrispondente dalla sede di Parigi. Inviata speciale per gli eventi di cultura e spettacolo con una preferenza per le opere letterarie, in ragione del suo percorso universitario, curò varie rubriche: Tg2 Neon Libri, Achab Libri,, Costume e Società e TG2 Salute. 
Dal 24 luglio 2006 al 28 novembre 2010 condusse l'edizione del tg delle 18:15, in seguito quella delle 18:30 alternandosi con diversi colleghi.
Dopo una breve parentesi al telegiornale delle 20:30 da luglio 2012 a gennaio 2013, tornò a condurre l'edizione delle ore 13 a partire da febbraio 2013.
Presentò alcune edizioni di Premi letterari tra i quali: premio Strega, Campiello, Viareggio, Scanno, Giuseppe Dessì. Fu membro della giuria tecnica del Premio Rapallo Carige per la donna scrittrice e del Premio Castiglioncello.
Nel 1998 ricevette il Premio Personalità europea per il giornalismo, nel 1999 il Premio Sulmona di giornalismo e critica d'arte, nel 2001 le venne attribuito il premio Marchigiana dell'anno, in un lungo susseguirsi di riconoscimenti fino all'aprile 2015, quando la sua città natale le conferisce il XXIX Premio Collevario. Il Telegiornaliste fans forum indicò tre volte (2003, 2007, 2009) la Capulli come la giornalista più amata.
Morì a Roma il 21 ottobre 2015, per un tumore al seno, all'età di 55 anni. Una prima cerimonia di commiato avvenne presso la chiesa di Santa Chiara, a Roma. Il funerale, trasmesso in diretta su Rai 2, si svolse nella chiesa di Santa Maria in Via a Camerino. È sepolta nel cimitero di Valcimarra, frazione di Caldarola, all'interno della cappellina di famiglia.
Era sostenitrice del vegetarianismo.

## Riconoscimenti
- 1998 – Premio Personalità europea per il giornalismo
- 1999 – Premio Sulmona di giornalismo e critica d'arte – Premio speciale di giornalismo
- 2001 – Premio marchigiana dell'anno
- 2002 – Premio città di Ancona
- 2002 – Premio Gino Gullace per il giornalismo
- 2003 – Premio città di Fiumicino contro tutte le mafie – Giornalismo
- 2003 – Premio Magna Grecia Award per l'informazione
- 2003 – Premio San Giacomo della Marca – Giornalismo
- 2004 – Premio Nettuno d'argento – Giornalismo
- 2004 – Premio Pericle d'oro per la trasmissione culturale Neon Libri
- 2005 – Premio Donna
- 2006 – Premio Pennino d'oro
- 2010 – Tredicesima edizione "Gala Bocconiano" – Giornalista dell'anno
- 2010 – Premio Nassiriya per il giornalismo
- 2014 – Premio Nazionale Mediterraneo
- 2015 – Premio Collevario Edizione XXIX

### Postumi
- 2015 – Omaggio, Premio Speciale a Maria Grazia Capulli alla Memoria, per l'idea e la realizzazione della Trasmissione "Tutto il bello che c'è" – ARETE Comunicazione Responsabile[14]
- 2016 – Premio Buone Notizie Edizione VIII alla Memoria[15]
- 2016 – Premio "Laureato dell'Anno" in Memoriam – Università di Macerata[16][17]

## Pubblicazioni
- AA.VV. - GOALOSI di vittorie, polemiche e magie -  Limina, 2003 - ISBN 8888551131, 9788888551135
- Prefazione del libro Luna Traversa di Giancarlo Trapanese -  Hacca, 2005
- Prefazione del libro Annibal Caro di Giulietta Bascioni Brattini -  Centro Studi Cariani, 2007